# Hypercompe obliterata
Hypercompe obliterata là một loài bướm đêm thuộc phân họ Arctiinae, họ Erebidae.